# Buenos Aires (Morropón)
Buenos Aires es una villa peruana ubicada en el distrito homónimo, en la provincia de Morropón del departamento de Piura. A su vez, es la capital distrital del distrito mencionado.

## Ubicación
Buenos Aires se ubica al centro de la provincia de Morropón. El pueblo se encuentra a varios kilómetros de los poblados de La Matanza, Malacasí, Salitral, Piura La Vieja y Morropón.

## Demografía
En 2017 Buenos Aires tenía una población de 3418 habitantes.
| Gráfica de evolución demográfica de Buenos Aires entre 1993 y 2017 |
|                                                                    |
| Fuentes: Población 1993 y 2017                                     |